# Знаменський район (Омська область)
Знаменський район (рос. Знаменский район) — муніципальне утворення у Омській області.

## Адміністративний устрій
- Бутаковське сільське поселення
- Зав'яловське сільське поселення
- Знаменське сільське поселення
- Качуковське сільське поселення
- Новоягоднинське сільське поселення
- Семеновське сільське поселення
- Чередовське сільське поселення
- Шуховське сільське поселення